# La fiera (1978)
La fiera é uma telenovela venezuelana, produzida e exibida pela RCTV entre 12 de agosto de 1978 e 26 de fevereiro de 1979.
A trama é original de Hugo Alberto Morales e foi adaptada por Julio César Mármol.
Foi protagonizada por Doris Wells e José Bardina e antagonizada por Carlos Márquez.

## Sinopse
A história ocorre em uma aldeia na planície venezuelana, uma das famílias mais poderosas é a família Meléndez, cujos membros sofrem os rigores de um pai despótico: Eleazar Melendez, egoísta, ganancioso e líder da guerra contra os Zambranos. Eleazar tinha duas mulheres, a primeira era Ismenia, ainda viva, ela é muda e mãe de Daniel; e Dolores, já morta, mãe de seus filhos Saúl, Elías e Magdalena. Há também outro filho: Abel, de uma mãe desconhecida. Atilio Zambrano é o chefe da outra família; seus filhos e sobrinhos o apoiam na luta contra o Melendez. Dimas é o filho mais velho, vingativo como Rafael, o sobrinho favorito de Atilio. Por outro lado, seu filho mais novo, recentemente chegado da capital, apaixonado loucamente por Magdalena Meléndez, e que o amor impossível aumentará o ódio entre as famílias. Dolores, A única filha de Atilio sofre um tormento, prostrada em uma cadeira de rodas que vive agarrada à memória de seu antigo caso de amor com Elías Meléndez, que agora retornou da capital como padre, um sacrifício que ele fez para salvar sua família por tantos pecados cometido, Alberto ainda ama Dolores, mas seu sacerdócio faz esse conflito de relacionamento. No meio deste confronto de poderes e intrigas familiares, Isabel emerge, um belo herdeiro campesino da pobreza desta guerra e a dureza da vida na planície tropical. Lá está ela; de caráter indomável, mas de beleza e inocência celestial. Quando Daniel se encontra com ela, ele é atraído pela personalidade particular da menina e se torna um tipo de professor que, como na peça prostrada em uma cadeira de rodas vive apegada à memória de seu antigo amor com Elías Meléndez, que agora retornou da capital se tornou um sacerdote, um sacrifício que ele fez para salvar sua família por tantos pecados cometidos, Alberto ainda ama Dolores, mas o seu sacerdócio torna este relacionamento conflitante. No meio deste confronto de poderes e intrigas familiares, Isabel emerge, um belo herdeiro campesino da pobreza desta guerra e a dureza da vida na planície tropical. Lá está ela; de caráter indomável, mas de beleza e inocência celestial. Quando Daniel se encontra com ela, ele é atraído pela personalidade particular da menina e se torna um tipo de professor que, como na peça prostrada em uma cadeira de rodas vive apegada à memória de seu antigo amor com Elías Meléndez, que agora retornou da capital se tornou um sacerdote, um sacrifício que ele fez para salvar sua família por tantos pecados cometidos, Alberto ainda ama Dolores, mas o seu sacerdócio torna este relacionamento conflitante. No meio deste confronto de poderes e intrigas familiares, Isabel emerge, um belo herdeiro campesino da pobreza desta guerra e a dureza da vida na planície tropical. Lá está ela; de caráter indomável, mas de beleza e inocência celestial. Quando Daniel se encontra com ela, ele é atraído pela personalidade particular da menina e se torna um tipo de professor que, como na peça que agora retornou da capital para se tornar padre, um sacrifício que ele fez para salvar sua família por tantos pecados cometidos, Alberto ainda ama Dolores, mas seu sacerdócio torna esse relacionamento conflitante. No meio deste confronto de poderes e intrigas familiares, Isabel emerge, um belo herdeiro campesino da pobreza desta guerra e a dureza da vida na planície tropical. Lá está ela; de caráter indomável, mas de beleza e inocência celestial. Quando Daniel se encontra com ela, ele é atraído pela personalidade particular da menina e se torna um tipo de professor que, como na peça que agora retornou da capital para se tornar padre, um sacrifício que ele fez para salvar sua família por tantos pecados cometidos, Alberto ainda ama Dolores, mas seu sacerdócio torna esse relacionamento conflitante. No meio deste confronto de poderes e intrigas familiares, Isabel emerge, um belo herdeiro campesino da pobreza desta guerra e a dureza da vida na planície tropical. Lá está ela; de caráter indomável, mas de beleza e inocência celestial. Quando Daniel se encontra com ela, ele é atraído pela personalidade particular da menina e se torna um tipo de professor que, como na peça No meio deste confronto de poderes e intrigas familiares, Isabel emerge, um belo herdeiro campesino da pobreza desta guerra e a dureza da vida na planície tropical. Lá está ela; de caráter indomável, mas de beleza e inocência celestial. Quando Daniel se encontra com ela, ele é atraído pela personalidade particular da menina e se torna um tipo de professor que, como na peça No meio deste confronto de poderes e intrigas familiares, Isabel emerge, um belo herdeiro campesino da pobreza desta guerra e a dureza da vida na planície tropical. Lá está ela; de caráter indomável, mas de beleza e inocência celestial. Quando Daniel se encontra com ela, ele é atraído pela personalidade particular da menina e se torna um tipo de professor que, como na peça Pygmalion , tentará transformar Isabel rebelde em uma senhora; somente esse amor, às vezes, tece a sua teia de forma muito sutil e quando a consciência descobre que ela está instalada na alma, talvez seja tarde demais. Daniel não reconhece o amor que despertou nele aquele pequeno feroz que queria domar, porque ele ficou deslumbrado com a distinta Elena, filha do chefe civil da cidade. Por sua parte, Isabel também conseguiu atrair Don Eleazar, que poderá fazer qualquer coisa para fazer a menina a quem ele chama catirrusia, se tornar sua esposa, não importa que ele tenha que enfrentar seu próprio filho, Daniel. No final, a tragédia lamenta as duas famílias, mas no meio da dor, uma Isabel branca emerge, rica e poderosa, pronta para ser feliz com o grande amor de sua vida: Daniel Meléndez.

## Elenco
- Doris Wells - Isabel Blanco
- José Bardina - Daniel Meléndez
- Carlos Márquez - Eleazar Meléndez [2]
- Romelia Agüero - La Chinga
- Daniel Alvarado - Adrián
- América Barrios
- Lucio Bueno - Padre Elías
- Luis Calderón - Sacerdote
- Martha Carbillo - Rosa Blanco
- Argenis Chirivela - Abel
- Eduardo Cortina - Brujo Tobias Jurado
- Helianta Cruz - Dolores
- Domingo Del Castillo - Jefe Civil
- Verónica Doza - Juana
- Pedro Durán - Policía Rafael
- Guillermo Ferrán
- Gerónimo Gómez
- Mauricio González - Nieves
- Violeta González
- Tomás Henríquez - Atilio Zambrano
- Yalitza Hernández - Chabelita
- Reinaldo Lancaster
- Hazel Leal - Chuita
- Agustina Martín - Sara
- Esther Orjuela
- Yajaira Orta
- Gustavo Rodríguez - Saúl
- Loly Sánchez
- Mary Soliani - Magdalena Melendez
- Elisa Stella - Ismenia
- Orlando Urdaneta - Néstor
- Virginia Vera
- Cecilia Villarreal - Elena

## Versões
- Pura sangre: Produzida por Henry Márquez para RCTV em 1994 e protagonizada por Lilibeth Morillo  e Simón Pestana.

- Piel salvaje: Adaptado por Martín Hahn em 2015, produzida pela RCTV e protagonizada por Irene Esser e Carlos Felipe Álvarez.